# Empire Award de la meilleure actrice
Les Empire Awards de la meilleure actrice (Empire Award for Best British Actress) sont des prix qui sont décernés chaque année depuis 1996 par le magazine de cinéma britannique Empire.
Les récompenses sont votées par les lecteurs du magazine, concernant les films sortis l'année précédant celle de la cérémonie.

## Palmarès

### Années 1990
- 1996 : Nicole Kidman pour le rôle de Suzanne Stone Maretto dans Prête à tout (To Die For)
- 1997 : Frances McDormand pour le rôle de Marge Gunderson dans Fargo
- 1998 : Joan Allen pour le rôle d'Elizabeth Proctor dans La Chasse aux sorcières (The Crucible)
- 1999 : Cate Blanchett pour le rôle de Élisabeth Ire dans Elizabeth

### Années 2000
- 2000 : Gwyneth Paltrow pour le rôle de Viola De Lesseps dans Shakespeare in Love
- 2001 : Connie Nielsen pour le rôle de Lucilla dans Gladiator
  - Hilary Swank pour le rôle de Brandon Teena dans Boys Don't Cry
  - Julia Roberts pour le rôle d'Erin Brockovich dans Erin Brockovich, seule contre tous (Erin Brockovich)
  - Angelina Jolie pour le rôle de Lisa Rowe dans Une vie volée (Girl, interrupted)
  - Kate Winslet pour le rôle de Madeleine LeClerc dans Quills, la plume et le sang (Quills)
- 2002 : Nicole Kidman pour le rôle de Satine dans Moulin Rouge
  - Frances O'Connor pour le rôle de Monica Swinton dans A.I. Intelligence artificielle (Artificial Intelligence: A.I.)
  - Renée Zellweger pour le rôle de Bridget Jones dans Le Journal de Bridget Jones (Bridget Jones’s Diary)
  - Audrey Tautou pour le rôle d'Amélie Poulain dans Le Fabuleux Destin d'Amélie Poulain
  - Nicole Kidman pour le rôle de Grace Stewart dans Les Autres (The Others)
- 2003 : Kirsten Dunst pour le rôle de Mary Jane Watson dans Spider-Man
  - Jennifer Connelly pour le rôle d'Alicia Nash dans Un homme d'exception (A Beautiful Mind)
  - Halle Berry pour le rôle de Jinx dans Meurs un autre jour (Die Another Day)
  - Hilary Swank pour le rôle d'Ellie Burr dans Insomnia
  - Miranda Otto pour le rôle d'Éowyn dans Le Seigneur des anneaux : Les Deux Tours (The Lord of the Rings: The Two Towers)
- 2004 : Uma Thurman pour le rôle de Beatrix Kiddo dans Kill Bill : Volume 1
  - Nicole Kidman pour le rôle d'Ada Monroe dans Retour à Cold Mountain (Cold Mountain)
  - Julianne Moore pour le rôle de Cathy Whitaker dans Loin du paradis (Far from Heaven)
  - Maggie Gyllenhaal pour le rôle de Lee Holloway dans La Secrétaire (Secretary)
  - Cate Blanchett pour le rôle de Veronica Guerin dans Veronica Guerin
- 2005 : Julie Delpy pour le rôle de Céline dans Before Sunset
  - Uma Thurman pour le rôle de Beatrix Kiddo dans Kill Bill : Volume 2
  - Kirsten Dunst pour le rôle de Mary Jane Watson dans Spider-Man 2
  - Cate Blanchett pour le rôle de Katharine Hepburn dans Aviator (The Aviator)
  - Bryce Dallas Howard pour le rôle d'Ivy Walker dans Le Village (The Village)
- 2006 : Thandie Newton  pour le rôle de Christine dans Collision (Crash)
  - Renée Zellweger pour le rôle de Mae Braddock dans De l'ombre à la lumière (Cinderella Man)
  - Naomi Watts pour le rôle de Ann Darrow dans King Kong
  - Hilary Swank pour le rôle de Maggie Fitzgerald dans Million Dollar Baby
  - Keira Knightley pour le rôle d'Elizabeth Bennet dans Orgueil et Préjugés (Pride & Prejudice)
- 2007 : Penélope Cruz pour le rôle de Raimunda dans Volver
  - Kate Winslet pour le rôle de Sarah Pierce dans Little Children
  - Keira Knightley pour le rôle d'Elizabeth Swann dans Pirates des Caraïbes : Le Secret du coffre maudit (Pirates of the Caribbean: Dead Man's Chest)
  - Helen Mirren pour le rôle d'Élisabeth II dans The Queen
  - Reese Witherspoon pour le rôle de June Carter dans Walk the Line
- 2008 : Keira Knightley pour le rôle de Cecilia Tallis dans Reviens-moi (Atonement)
  - Angelina Jolie pour le rôle de Mariane Pearl dans Un cœur invaincu (A Mighty Heart)
  - Cate Blanchett pour le rôle d'Élisabeth I dans Elizabeth : l'Âge d'or (Elizabeth: The Golden Age)
  - Emma Watson pour le rôle de Hermione Granger dans Harry Potter et l'Ordre du phénix (Harry Potter and the Order of the Phoenix)
  - Katherine Heigl pour le rôle d'Allison Scott dans En cloque, mode d'emploi (Knocked Up)
- 2009 : Helena Bonham Carter pour le rôle de Mme Lovett dans Sweeney Todd : Le Diabolique Barbier de Fleet Street (Sweeney Todd: The Demon Barber of Fleet Street)
  - Sally Hawkins pour le rôle de Poppy dans Be Happy
  - Angelina Jolie pour le rôle de Christine Collins dans L'Échange (Changeling)
  - Olga Kurylenko pour le rôle de Camille Montes dans Quantum of Solace
  - Elliot Page pour le rôle de Juno MacGuff dans Juno

### Années 2010
- 2010 : Zoe Saldana pour le rôle de Neytiri dans Avatar
  - Emily Blunt pour le rôle de la reine Victoria dans Victoria : Les Jeunes Années d'une reine (The Young Victoria)
  - Anne-Marie Duff pour le rôle de Julia Lennon dans Nowhere Boy
  - Mélanie Laurent pour le rôle de Shoshanna Dreyfus dans Inglourious Basterds
  - Carey Mulligan pour le rôle de Jenny dans Une éducation (An Education)
- 2011 : Noomi Rapace pour le rôle de Lisbeth Salander dans Millénium (Män som hatar kvinnor)
  - Emma Watson pour le rôle de Hermione Granger dans Harry Potter et les Reliques de la Mort, 1re partie (Harry Potter and the Deathly Hallows)
  - Helena Bonham Carter pour le rôle d'Elizabeth Bowes-Lyon dans Le Discours d'un roi (The King's Speech)
  - Natalie Portman pour le rôle de Nina Sayers dans Black Swan
  - Olivia Williams pour le rôle de Ruth Lang dans The Ghost Writer
- 2012 : Olivia Colman pour le rôle de Hannah dans Tyrannosaur
  - Rooney Mara pour le rôle de Lisbeth Salander dans Millénium, les hommes qui n'aimaient pas les femmes (The Girl with the Dragon Tattoo)
  - Carey Mulligan pour le rôle d'Irene dans Drive
  - Meryl Streep pour le rôle de Margaret Thatcher dans La Dame de fer (The Iron Lady)
  - Michelle Williams pour le rôle de Marilyn Monroe dans My Week with Marilyn
- 2013 : Jennifer Lawrence dans Hunger Games
  - Anne Hathaway - The Dark Knight Rises
  - Judi Dench -  Skyfall
  - Jessica Chastain - Zero Dark Thirty
  - Naomi Watts - The Impossible
- 2014 : Emma Thompson dans Dans l'ombre de Mary (Saving Mr. Banks)
  - Amy Adams - American Bluff (American Hustle)
  - Cate Blanchett - Blue Jasmine
  - Jennifer Lawrence pour le rôle de Katniss Everdeen Hunger Games : L'Embrasement (The Hunger Games: Catching Fire)
  - Sandra Bullock - Gravity
- 2015 : Rosamund Pike - Gone Girl
  - Felicity Jones - Une merveilleuse histoire du temps (The Theory of Everything)
  - Keira Knightley - Imitation Game (The Imitation Game)
  - Emily Blunt - Edge of Tomorrow
  - Alicia Vikander - Ex Machina
- 2016 : Alicia Vikander pour le rôle de Gerda Wegener dans Danish Girl (The Danish Girl)
  - Emily Blunt pour le rôle de Kate Macer dans Sicario
  - Brie Larson pour le rôle de Joy "Ma" Newsome dans Room
  - Jennifer Lawrence pour le rôle de Katniss Everdeen dans Hunger Games : La Révolte, partie 2 (The Hunger Games: Mockingjay - Part 2)
  - Charlize Theron pour le rôle de l'Imperator Furiosa dans Mad Max: Fury Road
- 2017 : Felicity Jones pour le rôle de Jyn Erso dans Rogue One: A Star Wars Story
  - Amy Adams pour le rôle de Louise Banks dans Premier Contact (Arrival)
  - Ruth Negga pour le rôle de Mildred Loving dans Loving
  - Natalie Portman pour le rôle de Jacqueline "Jackie" Kennedy dans Jackie
  - Emma Stone pour le rôle de Mia Dolan dans La La Land
- 2018 : Daisy Ridley pour le rôle de Rey dans Star Wars, épisode VIII: Les Derniers Jedi (Star Wars: The Last Jedi)
  - Gal Gadot pour le rôle de Diana Prince / Wonder Woman dans Wonder Woman
  - Tiffany Haddish pour le rôle de Dina dans Girls Trip
  - Frances McDormand pour le rôle de Mildred Hayes dans Three Billboards: Les Panneaux de la Vengeance (Three Billboards Outside Ebbing, Missouri)
  - Emma Watson pour le rôle de Belle dans La Belle et la Bête (Beauty and the Beast)

## Meilleure actrice britannique
Les Empire Awards de la meilleure actrice britannique ont été décernées de 1996 à 2005.
- 1996 : Kate Winslet pour le rôle de Juliet Hulme dans Créatures célestes (Heavenly Creatures)
- 1997 : Brenda Blethyn pour le rôle de Cynthia dans Secrets et Mensonges (Secrets and Lies)
- 1998 : Kate Winslet pour le rôle d'Ophelie dans Hamlet
- 1999 : Kate Winslet pour le rôle de Rose Dewitt Bukater dans Titanic
- 2000 : Helena Bonham Carter pour le rôle de Marla Singer dans Fight Club
- 2001 : Julie Walters pour le rôle de Mme Wilkinson dans Billy Elliot
  - Kathy Burke pour le rôle de Perry dans Kevin & Perry (Kevin & Perry Go Large)
  - Thandie Newton pour le rôle de Nyah Nordoff-Hall dans Mission impossible 2 (Mission: Impossible 2)
  - Brenda Blethyn pour le rôle de Grace Trevethyn dans Saving Grace
  - Samantha Morton pour le rôle de Hattie dans Accords et Désaccords (Sweet and Lowdown)
- 2002 : Kate Winslet pour le rôle d'Hester Wallace dans Enigma
  - Olivia Williams pour le rôle d'Annabel Sweep dans Lucky Break
  - Helena Bonham Carter pour le rôle d'Ari dans La Planète des singes (Planet of the Apes)
  - Rachel Weisz pour le rôle d'Evelyn O'Connell dans Le Retour de la momie (The Mummy returns)
  - Catherine Zeta-Jones pour le rôle de Helena Ayala dans Traffic
- 2003 : Samantha Morton pour le rôle d'Agatha dans Minority Report
  - Keira Knightley pour le rôle de Juliette « Jules » Paxton dans Joue-la comme Beckham (Bend It Like Beckham)
  - Kelly Macdonald pour le rôle de Marie Maceachran dans Gosford Park
  - Helen Mirren pour le rôle de Mme Wilson dans Gosford Park
  - Emily Watson pour le rôle de Reba McClane dans Dragon rouge (Red Dragon)
- 2004 : Emma Thompson pour le rôle de Karen dans Love Actually
  - Helen Mirren pour le rôle de Chris Harper dans Calendar Girls
  - Julie Walters pour le rôle d'Annie Clarke dans Calendar Girls
  - Keira Knightley pour le rôle d'Elizabeth Swann dans Pirates des Caraïbes : La Malédiction du Black Pearl (Pirates of the Caribbean: The Curse of the Black Pearl)
  - Emily Mortimer pour le rôle de Catherine « Cathie » Dimly dans Young Adam
- 2005 : Kate Winslet pour le rôle de Clementine Kruczynski dans Eternal Sunshine of the Spotless Mind
  - Samantha Morton pour le rôle de Claire dans Délires d'amour (Enduring Love)
  - Keira Knightley pour le rôle de Guenièvre dans Le Roi Arthur (King Arthur)
  - Kate Ashfield pour le rôle de Liz dans Shaun of the Dead
  - Imelda Staunton pour le rôle de Vera Drake dans Vera Drake

## Récompenses et nominations multiples
Légende : Récompenses/Nominations
5 / 7 :  Kate Winslet
2 / 4 :  Nicole Kidman
2 / 3 :  Helena Bonham Carter
1 / 6 : Keira Knightley
1 / 4 :  Cate Blanchett
1 / 3 : Samantha Morton
1 / 2 : Thandie Newton
0 / 3 :  Hilary Swank,  Angelina Jolie, Helen Mirren
0 / 2 :  Renée Zellweger, Kirsten Dunst, Olivia Williams, Emma Watson, Uma Thurman